# Jacques Vergès
Jacques Camille Raymond Mansoor Vergès, noto semplicemente come Jacques Vergès (pron. [ʒak veʁɡɛs]; Ubon Ratchathani, 5 marzo 1925 – Parigi, 15 agosto 2013), è stato un avvocato e attivista francese, la cui fama aumentò continuamente dagli anni 1950, prima come militante comunista anticolonialista e poi per aver difeso una lunga schiera di famigerati clienti, a partire dalla combattente anticolonialista algerina Djamila Bouhired (sua futura moglie) fra il 1957 ed il 1962, fino all'ex capo di stato cambogiano dei khmer rossi Khieu Samphan (detto "fratello n. 4") nel 2008.
Fra i suoi clienti vi furono terroristi sia di estrema destra che di estrema sinistra, criminali di guerra e militanti scomodi, o personaggi che nessuno voleva difendere, incluso il negazionista dell'Olocausto (di origine ebraica ma ideologicamente diviso tra marxismo e islamismo) Roger Garaudy, il criminale di guerra nazista Klaus Barbie (1987), l'ex vicepresidente dell'Iraq Tareq Aziz (2008) ed il terrorista internazionale islamo-marxista Ilich Ramírez Sánchez, noto attentatore venezuelano-palestinese conosciuto come "Carlos lo sciacallo" (1994).
Nel 2002 si offrì di rappresentare l'ex presidente serbo Slobodan Milošević, che rifiutò, in seguito analogo rifiuto ebbe dalla famiglia di Saddam Hussein nel 2003. I media parlarono di lui chiamandolo coi nomignoli "l'avvocato del diavolo" e "avvocato del terrore" (titolo del celebre documentario su di lui del 2007), oltre che con il più benevolo "avvocato delle cause perse", e lui stesso contribuì alla sua notorietà intitolando la sua autobiografia The Brilliant Bastard e dando risposte provocatorie durante alcune interviste; quando gli chiesero se avrebbe difeso anche Hitler, lui replicò: "si certo, io difenderei anche Bush! Difenderei chiunque ma solo se fosse d'accordo nel dichiararsi colpevole." A queste condizioni, offrì il proprio patrocinio legale, in caso di processo, anche ad un altro suo nemico ideologico, il generale e premier israeliano Ariel Sharon.

## Biografia
(Jacques Vergès)
Nacque in Thailandia (all'epoca chiamata Siam) nel 1925 - anche se in realtà pare sia stato registrato in ritardo e che il vero luogo di nascita sia Savannakhet nell'attuale Laos, il 20 aprile 1924 - e cresciuto sull'Isola di Riunione (dipartimento d'oltremare della Francia), Jacques Vergès era figlio di Raymond Vergès, un diplomatico francese, e di madre vietnamita, amante e poi convivente del padre, già sposato per la legge coloniale.
Il fratello gemello Paul Vergès (1925-2016), padre della politologa Françoise Vergès, sarebbe quindi più vecchio di lui di circa 9 mesi, e secondo alcuni non avrebbero nemmeno la stessa madre. Vergès rimase orfano di madre a soli tre anni. Fu cresciuto secondo la fede buddhista ma presto divenne ateo in gioventù. Nel 1942, con l'incoraggiamento di suo padre, salpò per Liverpool per entrare a far parte di France libre sotto il comando di Charles de Gaulle, e partecipare alla resistenza anti-nazista.

Così motivò molti anni dopo la scelta di essere un avvocato controcorrente e garantista: 
Dopo la guerra Jacques frequentò l'Università di Parigi studiando legge (suo fratello Paul divenne invece il leader del Partito Comunista di Réunion e in seguito membro del Parlamento europeo nella Sinistra Unitaria Europea/Sinistra Verde Nordica). Nel 1949 Jacques divenne presidente dell'AEC (Associazione di Studenti Coloniali), dove conobbe Pol Pot, il futuro dittatore cambogiano, all'epoca studente a Parigi con il suo vero nome, Saloth Sar. Aderì al marxismo e fu iscritto al Partito Comunista Francese dal 1945 al 1957. Nel 1950 esaudì la richiesta del suo mentore comunista recandosi a Praga a dirigere una associazione di giovani per quattro anni.

### Supporto al movimento di indipendenza algerino: i "processi di rottura"

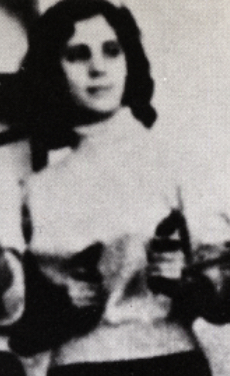
Djamila Bouhired

Dopo il suo ritorno in Francia, Vergès divenne avvocato e guadagnò rapidamente fama per la sua volontà d'impegnarsi in cause controverse.
Durante la lotta in Algeria difese molte persone accusate di terrorismo dal Governo Francese. Sostenne il movimento algerino di lotta armata per l'indipendenza dalla Francia, paragonandolo al movimento armato francese contro l'occupazione nazista del 1940. Vergès divenne una nota figura a livello nazionale difendendo dal 1957 un'algerina sospettata di guerriglia anti-francese, Djamila Bouhired; ferita in uno scontro a fuoco e torturata dai militari già in ospedale, fu imprigionata assieme a membri della sua famiglia, e imputata di terrorismo; Bouhired era stata accusata, assieme ad un'altra resistente, di aver posato una valigia esplosiva in un caffè frequentato da francesi, un attacco ai civili che causò 11 morti.

Pur dicendosi non colpevole dell'atto, nel processo affermò che se le fosse stato ordinato dai suoi capi di compiere un attentato simile contro i francesi occupanti, avrebbe eseguito senza dubbio l'ordine. Qui Vergès fece da pioniere per la sua particolare strategia, in cui la maggioranza dei suoi clienti non si dichiaravano estranei o innocenti, ma egli ne richiedeva l'assoluzione o la non processabilità/punibilità, non perché innocenti ma perché giustificabili dalle contingenze o dal diritto bellico. Comunque, Vergès accusò il governo stesso di aver commesso i fatti di cui la donna era stata accusata e di aver finanziato una campagna diffamatoria. 
(Jacques Vergès)
Il processo Bouhired fu il primo "processo di rottura" di Vergès, in cui il legale incolpava l'accusa degli stessi crimini attribuiti agli imputati, riprendendo con molta forza oratoria l'argomento retorico classico della difesa tu quoque.
 

Egli distingueva "processo di connivenza", il processo classico in cui si riconosce il diritto di giudicare, e il "processo di rottura" che verrà adottato da molti militanti, a seconda dell'atteggiamento dell'imputato verso la "giustizia" e il sistema, anche se ciò può essere solo apparente: 
(Jacques Vergès)
Ancora:
Djamila Bouhired fu comunque condannata a morte in Francia per ghigliottina nel 1958, ma venne poi graziata, la pena fu commutata in ergastolo e lavori forzati da scontare nel carcere di Reims, dal presidente René Coty su richiesta di molti, tra cui intellettuali, cineasti e la principessa-diplomatica 'A'isha del Marocco; fu infine liberata con amnistia nel 1963, a seguito delle pubbliche pressioni provocate dalla campagna lanciata da Vergès col supporto di Georges Arnaud, Jean-Paul Sartre, Simone de Beauvoir e l'ambiente degli esistenzialisti di sinistra francesi. I casi di Djamila Bouhired e quello simile di Djamila Boupacha furono utilizzati dai militanti anticolonialisti francesi come Sartre e de Beauvoir come esempio delle atrocità compiute dai militari in Algeria.
Il pamphlet Pour Djamila Bouhired, a firma di Arnaud e Vergès, costituì - assieme alla testimonianza dell'ex militare Robert Bonneau sul giornale sartriano Les temps modernes e al libro La tortura del militante franco-algerino Henri Alleg (con prefazione dello stesso Sartre) - uno dei cardini della denuncia contro le atrocità compiute dall'esercito francese nella colonia d'Algeria, che avrebbe infine ottenuto l'indipendenza nel 1962. Vergès subì attentati alla sua vita dal movimento colonialista, compresa una bomba nel suo appartamento e una nella sua automobile.
Vergès sviluppò un forte legame con la sua cliente; secondo il giornalista Lionel Duroy fu colpito dal suo coraggio e dallo sprezzo e derisione verso i suoi giudici e i militari: «questo avvocato tutto d'un pezzo, che apostrofava spavaldo magistrati e colleghi, incontrando Djamila, la quale esce dal letto dove è stata torturata, cede, piange, è sconvolto... Non so se è di Djamila che si innamora. Oppure se è del suo eroismo. Di certo si innamora di una donna che lo sconvolge».
Dopo alcuni anni (1965), Djamila sposò Vergès - la cui prima moglie era stata Colette Karin Vergès -, che si era convertito all'Islam (praticandolo per una parte della sua vita) nel 1957, assumendo il nome arabo di Mansoor (منصور, "colui che è vittorioso"); ebbero due figli, Meriem (1967) e Liess Vergès (1969); da Meriem e suo marito Fouad Habboub arriverà anche una nipote, Fatima Nur Arcanys Vergès-Habboub (1995). Benché avessero poi vissuto separati dal 1970, il matrimonio è durato formalmente 46 anni, fino al decesso dell'avvocato nel 2013, non essendo mai ufficializzato il divorzio.
Vergès difese e talvolta fece assolvere diversi combattenti algerini. Celebre fu la sua difesa del movimento francese che si mobilitò in difesa dei ribelli algerini, durante la Francia di Charles de Gaulle, movimento guidato da Francis Jeanson, la famosa rete Jeanson ("réseau Jeanson"), da cui fu tratto anche un film di Gianni Serra, La rete.
A causa di un tentativo di limitare il suo successo nella difesa di clienti algerini, Vergès venne condannato nel 1960 a due mesi di carcere e gli venne temporaneamente vietata l'attività professionale per attività contro lo Stato.
Nel 1962 fu insignito della cittadinanza algerina, trasferendosi temporaneamente ad Algeri; nel 1963 conobbe personalmente Mao Tse-Tung e, in seguito, Ernesto Che Guevara.

### Palestinesi e movimenti anti-coloniali
Nel 1965 andò in Israele per assumere la difesa del militante palestinese di Fatah Mahmud Hijazi, ma gli fu impedito perché straniero. Hijazi fu liberato con uno scambio di prigionieri nel 1971.
Ai movimenti indipendentisti è dedicato il suo libro Quant'erano belle le mie guerre! in cui scrive, rivolgendosi ai suoi clienti e amici:
È stata definita come la più intensa e toccante opera di Jacques Vergès, nella quale colui che è stato chiamato "l'irriducibile, destabilizzante difensore dei già-dannati-dal-grande-tribunale-d'Occidente" (e, proprio per questo, della dignità di ogni essere umano)", si racconta in sequenze play-back solo tessute dalla libera associazione della memoria, e si rivolge agli amici caduti nelle guerre contro la tirannia e l'oppressione.

### Gli anni misteriosi
Fra il 1970 ed il 1978 Vergès scomparve senza nessuna spiegazione; venne visto l'ultima volta il 24 febbraio 1970. Lasciò la sua famosa moglie Djamila e tagliò almeno ufficialmente tutti i suoi legami, mentre la famiglia e gli amici continuavano a chiedersi se fosse stato ucciso. Molti credettero infatti che fosse stato rapito e assassinato. Pare sia vissuto in incognito o in clandestinità tra Beirut, Cuba e Berlino Est. 
Dove sia stato durante questi anni rimane un mistero e lui non lo volle rivelare; alcuni diranno fosse in Cambogia con i Khmer rossi, ma si dice che Pol Pot ("fratello n. 1") abbia negato così come Ieng Sary ("fratello n. 3"), interpellato al proposito. Ci sono anche voci che lo davano a Parigi, in Vietnam come quelle, ritenute le più probabili, in vari paesi Arabi, assieme a membri di gruppi per la liberazione della Palestina, soggiornando forse anche presso il quartier generale del leader OLP Yasser Arafat, allora a Beirut (Libano).

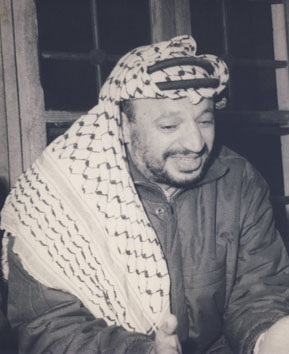
Yasser Arafat nel 1974

In questo periodo probabilmente partecipò in prima persona ai movimenti di liberazione che sosteneva. Lui si mantenne sempre sul vago, e visse in clandestinità (temendo per la propria incolumità e in particolare secondo lui di essere assassinato dal Mossad); Vergès non volle rivelare mai dati precisi per proteggere l'incolumità sua e di alcuni suoi compagni di avventura: 
(Intervista del marzo 2013)

Secondo accreditati biografi Vergès nel periodo 1970-1978 avrebbe effettivamente vissuto tra Parigi e l'Europa, in maniera clandestina, e il Libano assieme ad Arafat (dove era conosciuto con il suo nome musulmano Mansour o Mansoor), facendo però anche dei viaggi a Cuba presso Fidel Castro, e nella Cina maoista.. Un collaboratore di Arafat identificato come Pascal, intervistato nel 2007, ha confermato la presenza dell'avvocato presso la residenza del capo palestinese: 
(da L'avvocato del terrore)
Si dice che in questo periodo abbia avuto anche una relazione sentimentale con la futura moglie di "Carlos", la terrorista di estrema sinistra tedesca Magdalena Kopp (1948-2015), militante delle Revolutionäre Zellen e dell'Organizzazione dei Rivoluzionari Internazionali, ricercata dalla polizia e anche lei sua futura cliente. Questo tipo di rapporto fu però smentito da Vergès.
Nel 2017, quattro anni dopo la morte dell'avvocato, il regista del documentario su di lui del 2007, Barbet Schroeder, disse di aver scoperto che egli passò molto tempo con il rivoluzionario e terrorista palestinese Wadie Haddad (FPLP, Fronte Popolare per la Liberazione della Palestina), ricercato per atti terroristici fino al suo omicidio a Berlino Est per mano del Mossad, che lo avvelenò nel 1978 in quanto era uno dei responsabili del dirottamento di Entebbe.

 
Nel 1978, dieci giorni dopo, Vergès ritornò in Francia uscendo dalla clandestinità, pur non volendo dire nulla di preciso degli anni passati.
(Vergès nel 2009 a Spoleto)

### Ritorno all'attività legale
(Vergès nel 2007)
Tornato a Parigi, inizialmente difese, in Francia e Germania Ovest, alcuni terroristi della Rote Armee Fraktion e altri gruppi.
Con il suo ritorno alla vita normale ricominciò anche la sua attività di avvocato, ad esempio difendendo il terrorista Georges Ibrahim Abdallah.

#### Klaus Barbie

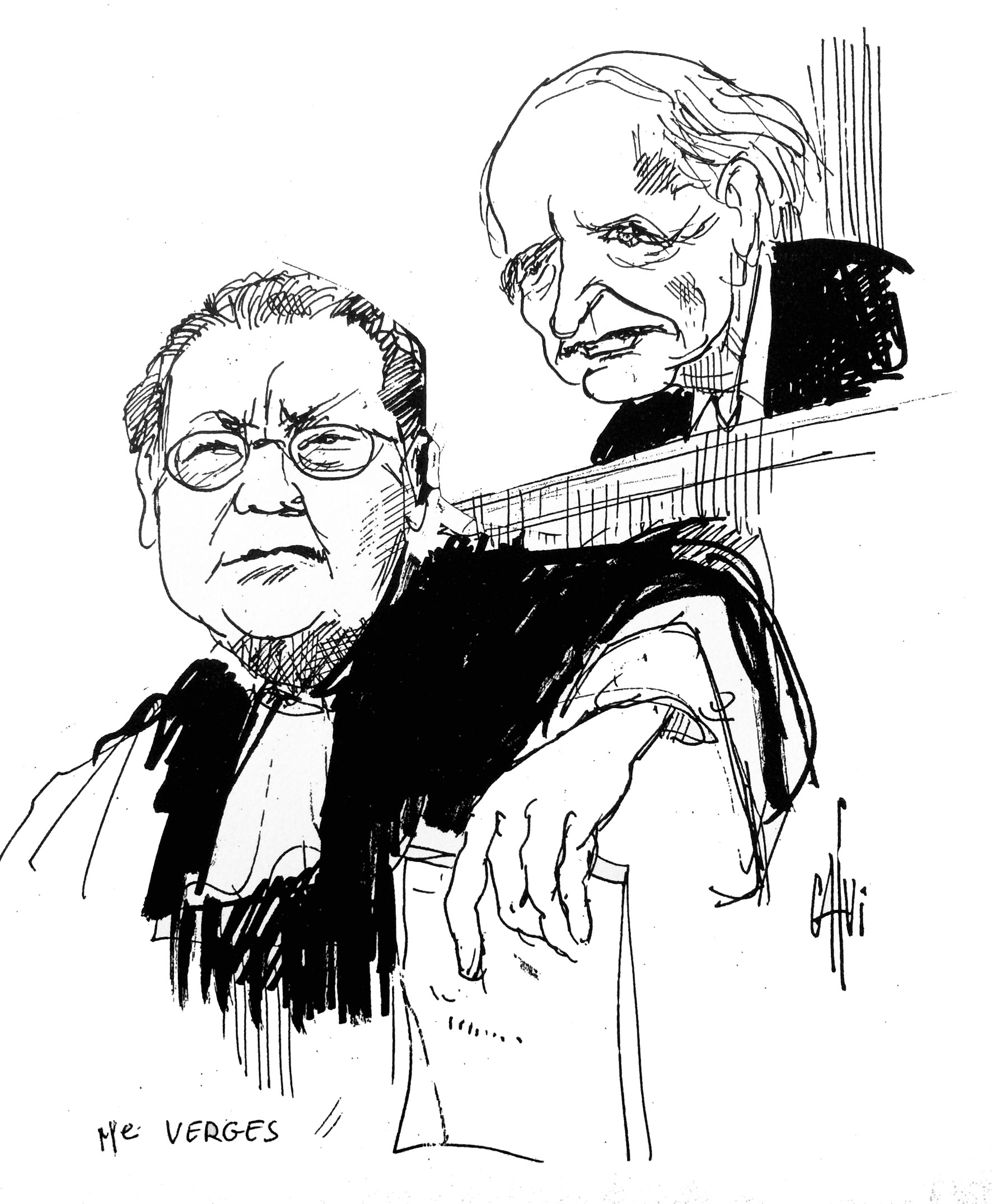
Disegno processuale di un'udienza, raffigurante Vergès e Barbie durante il processo di Lione (1987).

La sua carriera toccò il culmine della notorietà internazionale quando assunse la difesa del capo della Gestapo in Francia durante la guerra, Klaus Barbie, detto il boia di Lione, estradato dal Sudamerica dopo una dura battaglia legale di decenni da parte del centro Simon Wiesenthal e dei coniugi Serge e Beate Klarsfeld; in quanto ex partigiano Vergès ebbe a dire: «In realtà sono stato coerente con me stesso. Io ho combattuto per la liberazione della Francia, per avere un paese democratico in cui anche Barbie ha diritto alla difesa».
La linea difensiva di quest'ultimo caso era che Barbie era un perseguitato politico in quanto secondo il penalista lo stato francese democratico ipocritamente ignorava per convenienza altri casi di crimini contro l'umanità e crimini di guerra. Barbie non espresse dal canto suo pentimento, dichiarando: «ovviamente sono fiero di quello che ho fatto durante la guerra. Se non fosse stato per me la Francia adesso sarebbe una repubblica socialista sovietica» e «quando sarò innanzi al trono di Dio verrò giudicato innocente».
Nell'arringa di difesa Vergès elencò, come da suo stile, una lunghissima serie di contro-capi d'accusa per genocidio e tortura rivolti alla Francia coloniale e post-coloniale dal 1945 in poi, sostenendo che il sistema giuridico francese non possedeva alcun diritto morale a giudicare l'ex nazista, come dichiarava, ma solo la legge del vincitore come al processo di Norimberga. Molte delle accuse contro Barbie furono quindi ritirate, grazie alla legislazione protettiva verso persone accusate di crimini inerenti a Vichy o all'Algeria Francese. Vergès asserì inoltre che le azioni di Barbie non erano state peggiori di quelle commesse dai colonialisti di tutto il mondo, e che il processo al suo cliente era un caso di persecuzione selettiva. Barbie fu condannato all'ergastolo e morì in prigione quattro anni dopo.

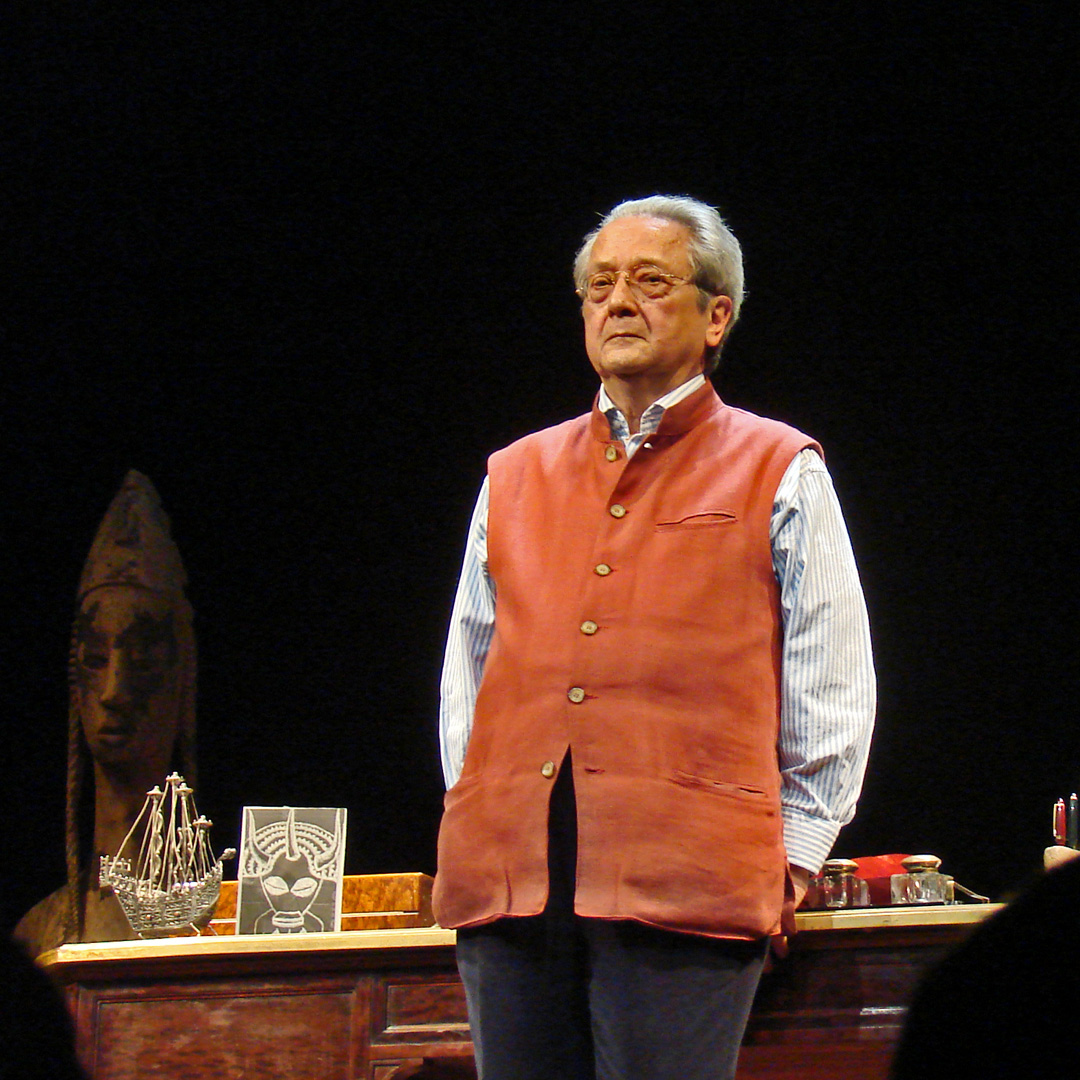
Vergès nel 2008, durante uno spettacolo teatrale sulla sua vita

#### "Carlos" e Roger Garaudy
Nel 1994 difese "Carlos lo sciacallo", condannato a diversi ergastoli e suo vecchio conoscente, e nel 1998 il negazionista dell'Olocausto Roger Garaudy, condannato a 6 mesi di prigione e numerose multe per violazione della legge francese che punisce il reato di negare o minimizzare la Shoah e i genocidi, legge considerata sbagliata da Vergès.

#### Altro
Vergès patrocinò anche Cheyenne Brando, figlia dell'attore Marlon Brando, nota anche per aver subìto l'omicidio del fidanzato Dag Drollet da parte del fratello Christian (in quel caso difeso dall'avvocato progressista William Kunstler e condannato a 10 anni). Cheyenne aveva accusato il padre di molestie e di aver avuto un ruolo nella morte di Drollet, e perse poi la custodia della figlia per schizofrenia; Vergès fu il legale della donna, che infine si suicidò nel 1995.
Nel 1999 Vergès citò in giudizio Amnesty International per conto del governo del Togo. Nel 2001, per conto di Idriss Déby, presidente del Ciad, Omar Bongo, presidente del Gabon, e Denis Sassou Nguesso, a capo della Repubblica del Congo, citò François-Xavier Verschave per il suo libro Noir silence (Silenzio Nero) che denunciava i crimini dei tre leader africani (dal traffico di droga ad omicidi di massa), accusandolo, in base ad una legge del 1881, di offesa a capi di stato stranieri. Il procuratore generale osservò che l'accusa ricordava il crimine di lesa maestà, così la corte lo ritenne contrario alla Convenzione europea per la salvaguardia dei diritti dell'uomo e delle libertà fondamentali, assolvendo Verschave.
Difese anche il banchiere svizzero François Genoud, coinvolto con il nazismo.

#### Milosevic e l'Iraq

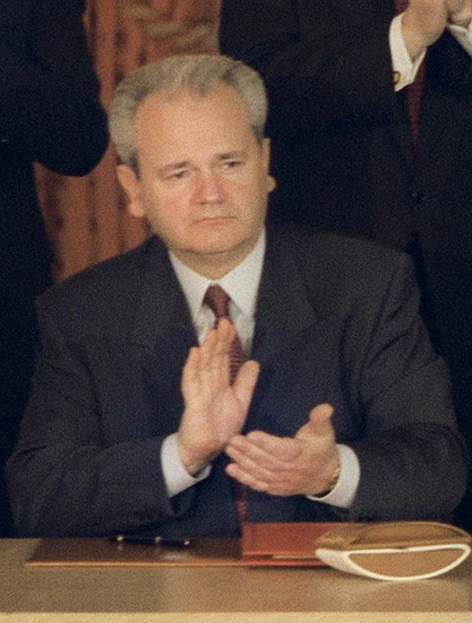
Slobodan Milošević fotografato durante gli Accordi di Dayton nel 1995

Nel 2002 offrì il patrocinio all'ex Presidente serbo-jugoslavo Slobodan Milošević, processato alla Corte Penale Internazionale del'Aja dal Tribunale per i crimini di guerra nell'ex Jugoslavia, ma Milosevic declinò e scelse di difendersi da solo. Morì in prigione prima del verdetto, alcuni anni dopo.
Dopo l'occupazione statunitense dell'Iraq nel marzo 2003 in seguito alla guerra in Iraq, a cui Vergès si oppose come attivista, e la destituzione del presidente iracheno Saddam Hussein, molti ex leader, spesso sunniti, del vecchio regime baathista vennero arrestati. Nel maggio 2008 Tareq Aziz, ex vicepresidente saddamista, di fede cattolico-caldea, formò un gruppo di avvocati a sua difesa, in cui figurava Vergès, 4 avvocati italiani (tra cui Mario Lana) e un avvocato franco-libanese. Il 2 marzo 2009 Aziz fu assolto dalle accuse mosse nei suoi confronti e liberato, ma pochi giorni dopo venne ritenuto colpevole di crimini contro l'umanità e ri-arrestato poiché condannato a 15 anni di carcere. Il 2 agosto dello stesso anno Aziz fu condannato a ulteriore sette anni di carcere per aver contribuito a pianificare la deportazione dei Curdi dal nord Iraq. Processato ancora, il 26 ottobre 2010 viene condannato a morte, mediante impiccagione, per il ruolo che avuto nelle persecuzioni alla comunità sciita, ora dominante; la condanna fu sospesa a seguito delle proteste dell'Unione europea. Aziz morì in prigione alcuni anni dopo (2015).
Alla fine del 2003, quando gli statunitensi arrestarono Saddam, Vergès dichiarò che lo avrebbe difeso, se glielo avessero chiesto, e cominciò a studiare il caso; la famiglia di Saddam però non chiamò Vergès (nonostante 42 membri fossero d'accordo) e non formò un team di difesa, ma si affidò unicamente all'avvocato giordano Khalil al-Duleimi. Saddam fu condannato a morte da una corte irachena, sotto l'egida degli statunitensi, e impiccato nel 2006. Vergès definì il processo a Saddam come "un esempio senza precedenti di barbarie giuridica", definendo Saddam "un criminale di guerra giudicato da altri criminali di guerra", con avvocati e giudici sotto minaccia e leggi usate retroattivamente come a Norimberga.

#### Khieu Samphan

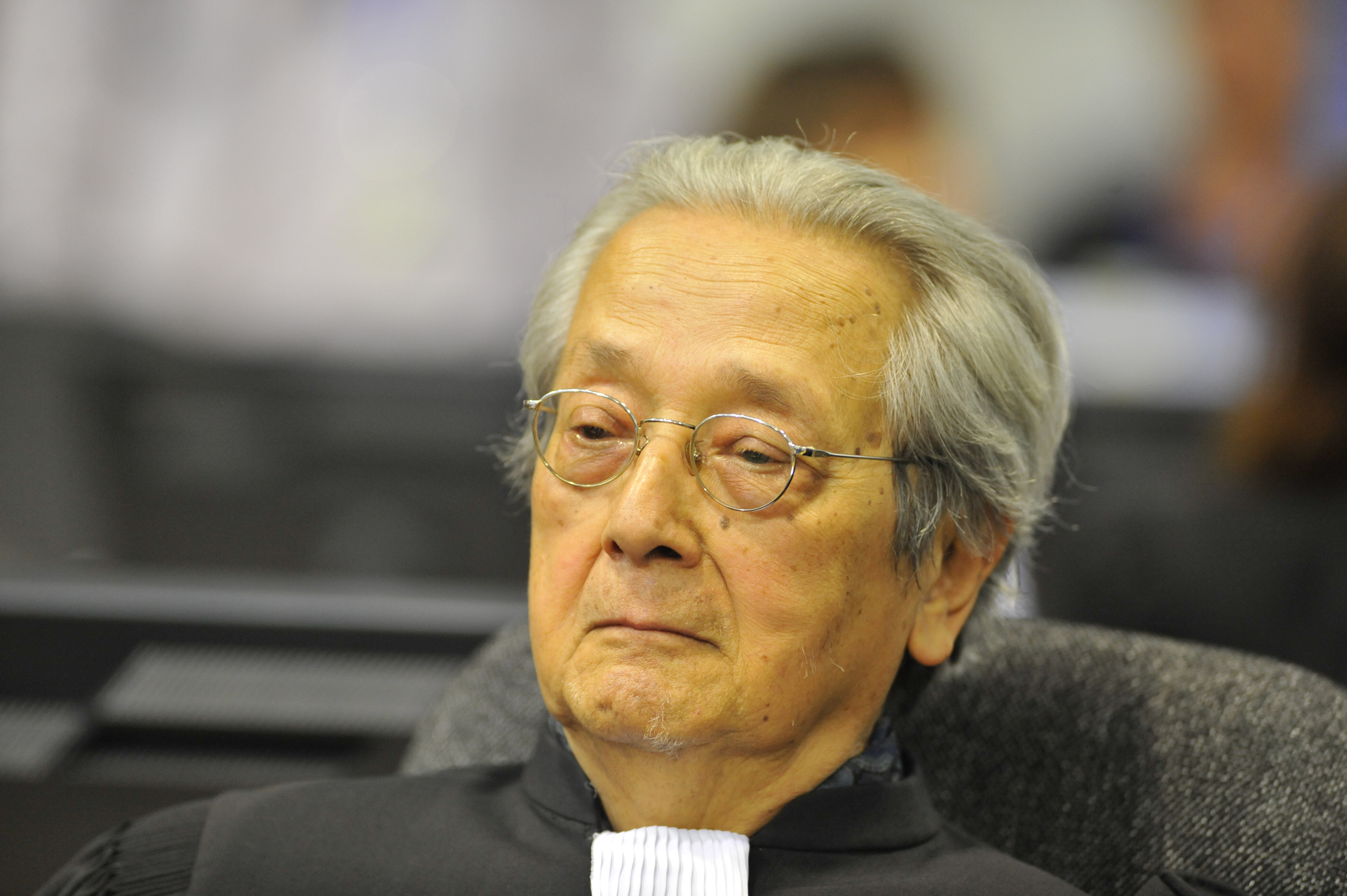
Vergès durante il processo a Khieu Samphan (foto del 21 novembre 2011)

Nell'aprile del 2008 l'ex capo dei Khmer rossi Khieu Samphan fece la sua prima apparizione davanti al tribunale internazionale per il genocidio in Cambogia, e Vergès assunse la difesa dell'ex "fratello n. 4", considerato il vice di Pol Pot; Vergès ed il suo assistito non negarono che molte persone furono uccise in Cambogia, ma dichiarano che Samphan, essendo il capo di stato, non poteva essere considerato direttamente responsabile delle decisioni dei sottoposti e dei militari semplici, o di quelle prese da altri capi come Pol Pot, in quanto ricopriva un ruolo puramente tecnico.
Samphan fu comunque condannato nel 2014 all'ergastolo, dopo la morte di Vergès che non vide quindi la fine dell'ultimo importante processo da lui sostenuto. Riguardo al regime del suo ex amico di studi Pol Pot, Vergès riteneva non si trattasse di un vero genocidio (attirandosi accuse di negazionismo) ma di omicidi di massa seppur non giustificati: 
(Vèrges al processo Samphan)

### Ulteriori attività
Nel 2011 Vergès affermò di voler denunciare al tribunale dell'Aja il presidente francese Nicolas Sarkozy per crimini di guerra e crimini contro l'umanità a causa della partecipazione ai bombardamenti sulla Libia di Gheddafi assieme a Regno Unito e Stati Uniti, con l'appoggio dell'Italia e di altri, e il 30 maggio visitò il leader libico a Tripoli assieme Roland Dumas (intimo amico e confidente degli ultimi anni), ex ministro socialista dell'epoca Mitterrand. Gheddafi morì linciato senza processo il 20 ottobre 2011 a Sirte.
Dopo la morte di Osama bin Laden (ucciso dai Navy Seals americani il 2 maggio 2011 in Pakistan), disse - nella sua ultima intervista rilasciata al giornale italiano Corriere della sera - che gli sarebbe piaciuto molto poter difendere in tribunale il terrorista fondatore di al-Qaeda, in un processo intentato dagli USA per gli attentati dell'11 settembre 2001.
Tra le sue opere, spicca anche l'importante saggio Gli errori giudiziari. Partecipò spesso a documentari e spettacoli sulla sua vita, indagando sul caso Estermann. Sua grande passione dilettantistica era l'archeologia linguistica, immaginando un giorno di decifrare integralmente l'alfabeto etrusco e il lineare A, secondo un articolo riportato da The Economist.
Difese anche imputati "comuni". Nel 1991-94 si occupò del caso del giardiniere franco-marocchino Omar Raddad accusato dell'omicidio della sua padrona di casa francese Ghislaine Marchal figlia di un industriale; Raddad fu condannato a 18 anni e poi ricevette una grazia parziale da Jacques Chirac nel 1996 che lo liberò, ma tentò anche la revisione del processo fino al 2002 per ottenere una dichiarazione di innocenza.
Rifiutò di difendere invece Youssouf Fofana, un franco-marocchino responsabile del brutale omicidio dell'ebreo Ilan Halimi.
Altri suoi clienti furono: il sindacalista dei commercianti Christian Poucet, l'ex capitano Paul Barril, il prefetto Bernard Bonnet, Simone Weber (una donna che uccise il suo ex amante), diversi politici africani, il serial killer Charles Sobrhraj e alcuni imputati nel caso degli emoderivati infetti.
(Jacques Vergès)

### La scomparsa

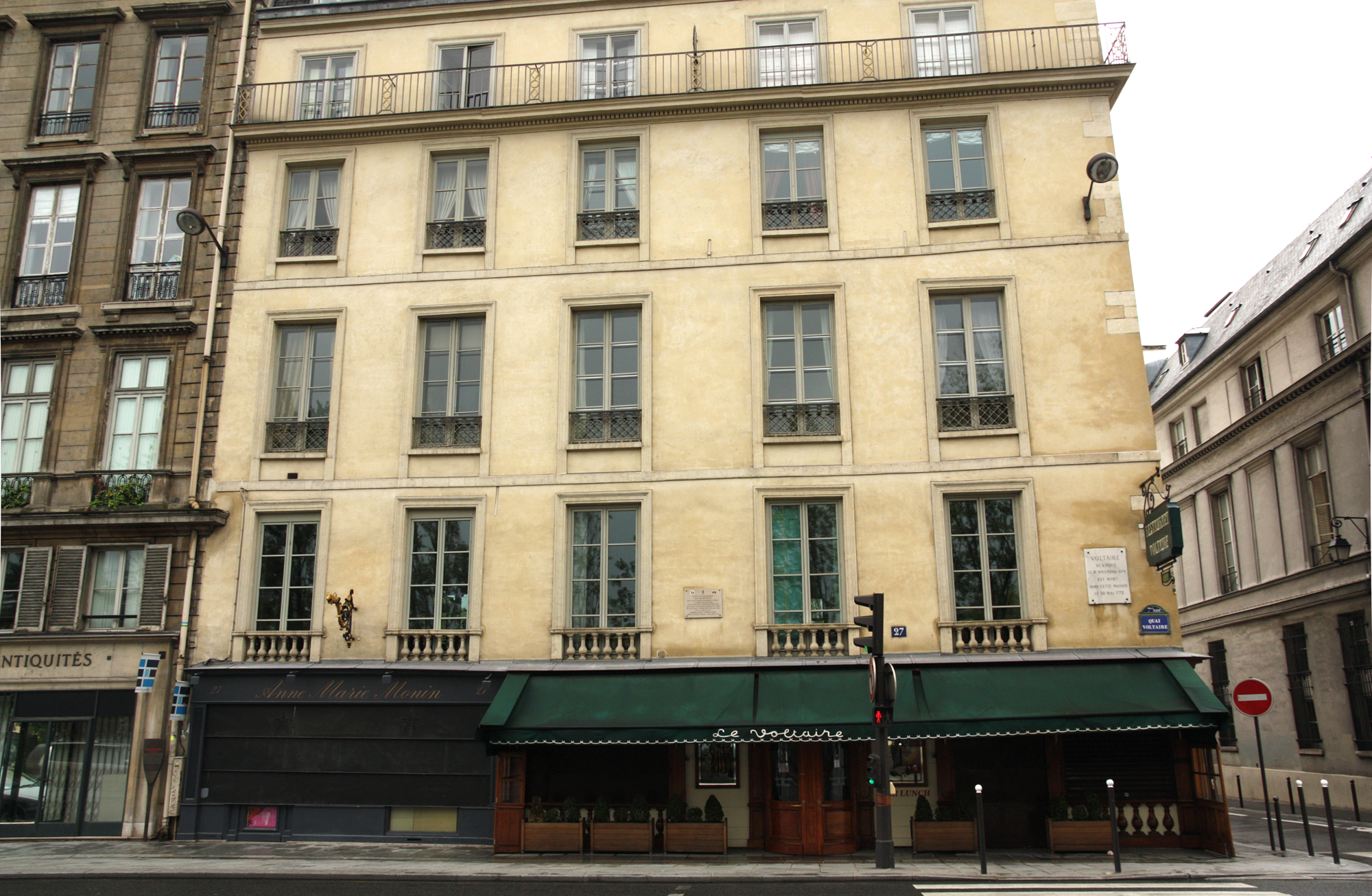
L'Hôtel de Villette, palazzina di Parigi in cui morirono Voltaire e Jacques Vergès, a circa 225 anni di distanza. Al pianterreno vi è la sede del Café Voltaire.

La sua salute fisica declinò dopo una caduta in casa nel 2012. Jacques Vergès morì il 15 agosto 2013 a Parigi all'età di circa 88 anni, colpito da un attacco cardiaco, nella stessa casa (Hôtel de Villette, VI arrondissement) e nella stessa stanza in cui il 30 maggio 1778 era morto Voltaire, palazzo di proprietà dell'ultima compagna dell'avvocato, la marchesa Marie-Christine de Solages.
Christian Charrière-Bournazel, presidente del Consiglio nazionale degli avvocati, lo ricordò definendolo un penalista «altamente brillante, coraggioso e indipendente», e aggiungendo che «un avvocato non è un mercenario ma un cavaliere e Jacques Vergès era un cavaliere».
Vergès fu commemorato, nonostante l'ateismo dichiarato talvolta e la sua conversione formale all'Islam nel 1957, con rito funebre cattolico, per sua volontà officiato da un suo amico sacerdote, Alain de la Morandais, e fu sepolto nel cimitero di Montparnasse, dove riposano molti celebri francesi tra cui Sartre, Simone de Beauvoir e Jacques Chirac. La tomba è accanto a quella dell'attore Bruno Cremer.
Al funerale presenziarono, tra gli altri, oltre a figli, parenti, nipoti del penalista e la compagna, anche l'amico Roland Dumas, lo scrittore e attivista di estrema destra Alain Soral (un tempo comunista ma poi avvicinatosi all'ex leader del Front National Jean-Marie Le Pen e che sarà condannato per antisemitismo), l'avvocato ebreo Thierry Lévy, l'ex presidente della Repubblica Centrafricana François Bozizé e il controverso e celebre comico franco-camerunense antisionista Dieudonné M'bala M'bala (anche lui accusato di antisemitismo e condannato poi per apologia di terrorismo, a causa di una battuta su Amedy Coulibaly e l'attentato a Charlie Hebdo del 2015).
Avendo lasciato molti debiti (circa 600 000 euro dovuti al fisco o a diversi creditori) e nessuna proprietà (spesso aveva lavorato pro bono o dando anche i compensi in beneficenza), i figli di Vergès decisero di non accettare l'eredità che andò allo Stato, a parte 20 000 euro che furono donati all'Ordine degli Avvocati di Parigi.

## Filmografia
- Jamila, l'algerina (1958) di Youssef Chahine, come generico "avvocato francese", interpretato da Mahmoud el-Meliguy
- L'avvocato del terrore (2007) di Barbet Schroeder, documentario su Vergès
- Jacques Vergès, moi, moi, moi (2008), documentario
- Carlos (2010), film TV, interpretato da Nicolas Briançon
- Omar m'a tuer (2011), interpretato da Maurice Bénichou.

Il personaggio di Vergès è comparso anche in un episodio della serie televisiva britannica After Dark.

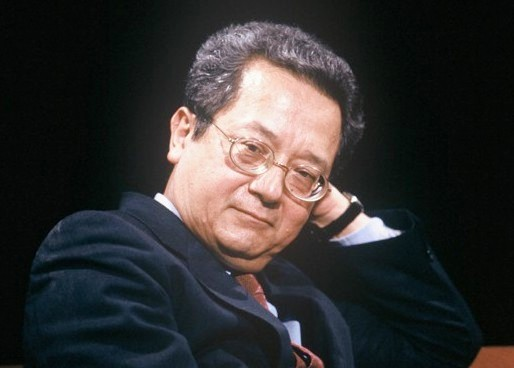
Apparizione televisiva di Vergès del giugno 1987 per la serie After Dark

## Opere

### Tradotte in italiano
- Strategia del processo politico, Torino, Einaudi, 1969
- Gli errori giudiziari, trad.it. di S. Sinibaldi, Introduzione di Giuliano Ferrara, Liberilibri, Macerata, 2011.
- Quant'erano belle le mie guerre!, trad.it. di S. Sinibaldi, Liberilibri, Macerata, 2012.
- Giustizia e letteratura, trad.it. a cura di S. Sinibaldi, Liberilibri, Macerata, 2012.

### Opere complete (in francese)
- Pour Djamila Bouhired, avec Georges Arnaud, Éditions de Minuit, 1957.
- De la stratégie judiciaire, Éditions de Minuit, Parigi, 1968.
- Pour les fidayine. La résistance palestinienne, Éditions de Minuit, Parigi, 1969.
- Agenda, Parigi, Simoen, 1979
- Pour en finir avec Ponce Pilate, Le Pré aux clercs, 1983
- Beauté du crime, Plon, Parigi 1988
- Je défends Barbie (préface de Jean-Edern Hallier), Jean Picollec, Parigi 1988
- La Justice est un jeu, Éditions Albin Michel, 1992
- Lettre ouverte à des amis algériens devenus tortionnaires, Éditions Albin Michel, 1993
- Mon Dieu pardonnez-leur, Michel Lafon, 1995
- Intelligence avec l'ennemi, Michel Lafon, 1996
- Le Salaud lumineux, Michel Lafon, 1996 (in inglese The Brilliant Bastard, "Il bastardo brillante")
- J'ai plus de souvenirs que si j'avais mille ans, Éditions 84, 1999
- Nocturne. Poésie, Éditions Olbia, 2001, 108 pp. ISBN 978-2-7191-0536-8
- Un procès de la barbarie à Brazzaville (coauteur avec Dior Diagne), Jean Picollec, 2000
- Les Sanguinaires: sept affaires célèbres, J'ai lu, 2001
- Omar m'a tuer - histoire d'un crime, J'ai Lu, 2001
- L'Apartheid judiciaire, avec Pierre Marie Gallois, L'Âge d'homme, Lausanne 2002
- Le Suicide de la France, Olbia, 2002
- Dictionnaire amoureux de la justice, Plon, coll. « Dictionnaire amoureux », 2002
- Les Erreurs judiciaires, Presses universitaires de France - PUF, 2002
- Justice pour le peuple serbe, L'Âge d'Homme, 2003
- La Démocratie à visage obscène, La Table ronde, 2004
- Les Crimes d'État, Plon, 2004
- Passent les jours et passent les semaines: Journal de l'année 2003-2004, Plon, 2005
- Jacques Vergès, l'anticolonialiste (entretiens de Jacques Vergès avec Philippe Karim Felissi). – Parigi: le Félin, coll. «Histoire et sociétés», 2005. – 116 pp. – ISBN 2-86645-584-3
- Crimes contre l'humanité massacres en Côte d'Ivoire, Pharos, 276p, 2006
- Que mes guerres étaient belles!, Éditions du Rocher, 2007, ISBN 978-2-268-06098-9
- Journal: La passion de défendre, Éditions du Rocher, 2008, ISBN 978-2-268-06506-9
- Justice et littérature, Presses Universitaires de France, 2011, ISBN 978-2-13-057538-2
- «Crimes et fraudes» en Côte d'Ivoire, Édite, 2011 ISBN 978-2-84608-306-5
- Sarkozy sous BHL, Éditions Pierre-Guillaume de Roux, 2011, 128 p., (avec Roland Dumas).
- De mon propre aveu, Éditions Pierre-Guillaume de Roux, 2013 ISBN 978-2-36371-053-6